# Lamasón
Lamasón là một đô thị thuộc cộng đồng tự trị Cantabria, Tây Ban Nha. Theo điều tra dân số năm 2007, đô thị này có dân số là 338 người. Thủ phủ là Sobrelapeña.

## Biến động dân số
| 1900 | 1910 | 1920  | 1930 | 1940 | 1950 | 1960 | 1970 | 1980 | 1990 | 2000 | 2007 |
| ---- | ---- | ----- | ---- | ---- | ---- | ---- | ---- | ---- | ---- | ---- | ---- |
| 894  | 960  | 1.004 | 909  | 952  | 964  | 865  | 659  | 516  | 486  | 393  | 322  |

Fuente: INE

## Các thị trấn
- Burió
- Cires
- Lafuente
- Los Pumares
- Quintanilla
- Río
- Sobrelapeña (thủ phủ)
- Venta Fresnedo